# Somatochlora kennedyi
Somatochlora kennedyi – gatunek ważki z rodziny szklarkowatych (Corduliidae). Występuje na terenie Ameryki Północnej.

## Charakterystyka
- Ubarwienie: nie ma charakterystycznych bladych oznaczeń, jak inne osobniki. Posiada niewyraźny przedni boczny pasek na klatce piersiowej i zdarza się, że znajdują się na nim małe plamki na podstawie segmentów brzucha;
- Wielkość: długość oscyluje w granicach od 1,9 do 2,2  cala;
- Sezon występowania:  w Wisconsin pojawia się od końca maja do końca sierpnia;
- Siedlisko: jest często widoczny w Kanadzie, preferuje bagna, zacienione stawy bagienne, płytkie torfowiska i wolne, otwarte strumienie na torfowiskach lub mokradłach[3].